# Фролов-Багреев, Яков Лукич
Яков Лукич Фролов-Багреев (ок. 1690 — после 1762) — временный главнокомандующий русской армией в ходе Семилетней войны, член Военной коллегии, генерал-аншеф.

## Биография

### Происхождение
Фролов-Багреев родился в конце XVII века и происходил из старинного дворянского рода, по родословному преданию восходившему к «мужу честну Льву», поступившему на службу к великому князю Московскому Василию Дмитриевичу. Лука Иванович Фролов-Багреев в 1-й четверти XVIII века имел чин стольника и являлся помещиком Ряжского уезда.

### Ранний период службы
О раннем периоде жизни Фролова-Багреева сведений не сохранилось, за исключением того, что он вступил в службу в 1708 году. При Анне Леопольдовне в 1741 году он имел уже чин полковника и состоял при персидском посольстве. После вступления на престол Елизаветы Петровны 28 августа 1742 года был произведён в бригадиры, а 13 марта 1743 года был издан указ «об оставлении временно в Кизляре с войсками бригадира Фролова-Багреева до возвращения персидского Шаха в свои владения и о бытии затем в Кизляре, по выступлении его Багреева, бригадиру и коменданту князю Оболенскому командиром местных войск».
Продолжая службу, он 1 января 1748 года получил чин генерал-майора, 25 декабря 1755 года — чин генерал-поручика, в 1750 году командовал драгунскими полками в Белгородской губернии, затем в 1753-1755 годах — войсками на Украине и в 1755—1757 годах состоял при Московской полевой команде. В 1756 году по расписанию генералитета находился «в Москве при следствии о фальшивых векселях в комиссии».

### Участие в Семилетней войне
В ходе Семилетней войны 1756 — 1763 годов Фролов-Багреев был направлен в действующую армию, став 23 октября 1758 года начальником
1-й дивизии. Недовольное пассивностью главнокомандующего генерал-аншефа графа В.В. Фермора, правительство в янввре 1759 года отозвало его из армии в Санкт-Петербург, предписав передать командование Фролову-Багрееву, как старшему после него по чину, до прибытия нового главнокомандующего — генерал-аншефа графа П.С. Салтыкова (в командование 1-й дивизией вместо Фролова-Багреева вступил генерал-поручик А.Н. Вильбоа).
После прибытия к армии П.С. Салтыкова Фролов-Багреев вступил в командование 2-й дивизией, выполняя задачи по прикрытию реки Вислы. Его деятельность на этом посту ознаменовалась установлением образцового направления службы на постах, выработанного им еще в начале кампании 1759 года. 
Служивший под командованием Фролова-Багреева князь А.А. Прозоровский подчёркивал старость и болезненность Фролова-Багреева ещё при определении последнего в действующую армию:

За нужное почтено было, хотя в самом деле и тщетно, прислать в Армию не только отпущенных до отставки в разные и давние времена штаб и обер офицеров, но и в действительной отставке находящихся и большею частью стариков, не могущих уже более и службу продолжать. Из числа оных был и дивизии нашей командир Фролов-Багреев, престарелый и слабостью здоровья объятый муж так, что и верхом уже ездить был не в состоянии

Сдержанно оценивало способности престарелого генерала и правительство. По словам Екатерины II:

Наконец было признано, что генерал Фермор вёл дело совсем не по военному и без всякаго искусства. Войско его ненавидело и не имело к нему никакого доверия. Двор его отозвал и назначил генерала графа Петра Салтыкова, чтобы отправиться в Пруссию командовать армией вместо генерала Фермора. Для этого выписали графа Салтыкова с Украины, где он имел команду, а пока отдали командование армией генералу Фролову-Багрееву, но с секретным предписанием ничего не делать без генерал-лейтенантов графа Румянцева и князя Александра Голицына, шурина Румянцова

Тем не менее, отмечая воинскую службу Фролова-Багреева, Елизавета Петровна наградила его орденом Святого Александра Невского (18 августа 1759 года).

### Отставка
5 июня 1760 года Фролов-Багреев покинул действующую армию, получив назначение членом Военной коллегии, поскольку возраст и слабое здоровье препятствовали продолжению им строевой службы. В Военной коллегии Фролов-Багреев прослужил почти два года: вступивший на престол Пётр III 11 марта 1762 года произвёл его в генерал-аншефы с увольнением от службы.

## Семья
Фролов-Багреев был женат на Татьяне Михайловне Колокольцовой, вторым браком вышедшей замуж за Ивана Алексеевича Юшкова.